# Stilton (wieś)
Stilton – wieś w Anglii, w hrabstwie Cambridgeshire, w dystrykcie Huntingdonshire. Leży 43 km na północny zachód od miasta Cambridge i 110 km na północ od Londynu. Jest źródłem nazwy sera Stilton.